# KCR
KCR – przedsiębiorstwo prowadzące badania kliniczne (tzw. Contract Research Organization, CRO) oraz oferujące usługi doradcze dla branży farmaceutycznej, biotechnologicznej i medycznej. Powstałe w Polsce, obecnie prowadzi działalność w 19 krajach Europy Zachodniej i Europy Środkowo-Wschodniej oraz w Stanach Zjednoczonych. Zatrudnia ponad 300 osób (stan na I kw. 2015). Główna siedziba przedsiębiorstwa (Head Office) znajduje się w Berlinie.
KCR zajmuje się obsługą przedsiębiorstw farmaceutycznych i biotechnologicznych w dziedzinach zarządzania badaniami klinicznymi, monitorowania, nadzoru nad bezpieczeństwem farmakoterapii, rejestracji badań klinicznych i leków, zarządzania danymi, biostatystyki oraz zapewniania i kontroli jakości.
KCR specjalizuje się w badaniach klinicznych fazy I-IV produktów leczniczych i wyrobów medycznych. Oferuje także usługi jako Functional Service Provider (FSP). Ma status Centrum Badawczo-Rozwojowego przyznawany przez rząd polski oraz Le crédit d'impôt recherche przyznany przez rząd francuski. KCR posiada certyfikat ISO – EN ISO 9001-2008. Szkolenie dla badaczy ICH GCP oferowane przez KCR zostało uznane przez TransCelerate Biopharma (czerwiec 2014) za spełniające najwyższe kryteria, ustanowione przez tę organizację.

## Historia
Spółka KCR została założona w 1997 roku przez Marka Kiecanę jako Kiecana Clinical Research. W ciągu 18 lat swojej działalności firma przeprowadziła ok. 400 badań klinicznych leków o różnych wskazaniach. W 2010 roku w Stanach Zjednoczonych otwarty został oddział „KCR U.S. Inc.”. W 2014 roku przedsiębiorstwo otworzyło swoje oddziały w Niemczech i Wielkiej Brytanii. Również w 2014 roku KCR powołała spółkę-córkę: KCR Placement, która zajmuje się rekrutacją specjalistycznej kadry dla sektora farmaceutycznego. W 2015 roku główna siedziba firmy (Head Office) została przeniesiona z Warszawy do Berlina. 
Kluczowe daty
- 1997 Założenie przedsiębiorstwa
- 2007: Adam Kruszewski zostaje prezesem zarządu
- 2008: Przejęcie DUX Consulting[2]
- 2008: KCR otwiera biuro w Rosji
- 2010: KCR otwiera oddział w USA
- 2013: Mike Jagielski zostaje prezesem zarządu
- 2013: KCR zostaje członkiem Association of Clinical Trials Organizations w Rosji
- 2014: Nowe oddziały KCR w Niemczech i Wielkiej Brytanii[3]
- 2014: KCR powołuje spółkę-córkę: KCR Placement[4]
- 2015: KCR przenosi Head Office do Berlina[5]